# Biathlon aux Jeux olympiques de la jeunesse d'hiver de 2024
Navigation
2020 2028
Les épreuves de biathlon aux Jeux olympiques de la jeunesse d'hiver de 2024 ont lieu du 20 au 24 janvier 2024 au Centre de biathlon d'Alpensia en Corée du Sud.

## Qualifications
Chaque comité peut qualifier au maximum quatre biathlètes par sexe. Pour être éligibles, les participants doivent être nés entre le 1er janvier 2006 et le 31 décembre 2007
Les athlètes se qualifient individuellement selon deux voies
- la première, via le classement par sexe de la coupe des Nations de la saison 2022-2023 ; les dix premières nations peuvent qualifier 4 biathlètes
- la deuxième, via le classement de la coupe des Nations juniors de la saison 2022-2023 ; les vingt nations les mieux classées (et qui n'ont pas déjà bénéficié des premiers quotas) peuvent qualifier 3 biathlètes en tenant compte que le pays hôte est assuré d'avoir 3 places.

| Classement                              | Hommes | Femmes |
| --------------------------------------- | --- | --- |
| Coupe des Nations sénior (4 biathlètes) | Norvège France Allemagne Suède Suisse Tchéquie Autriche Italie Ukraine Finlande | France Suède Norvège Allemagne Italie Suisse Autriche Tchéquie Finlande Ukraine |
| Coupe des Nations junior (3 biathlètes) | Slovénie Pologne Estonie Slovaquie Kazakhstan États-Unis Canada Bulgarie Roumanie Lettonie Lituanie Belgique Grande-Bretagne Croatie Corée du Sud (*) Australie Grèce Moldavie Mongolie Bosnie-Herzégovine | Slovénie Slovaquie Pologne Kazakhstan Canada Bulgarie Roumanie Estonie États-Unis Lettonie Grande-Bretagne Belgique Lituanie Corée du Sud (*) Grèce Australie Serbie Croatie Mongolie Thaïlande |

(*) : pays hôte
Les épreuves de relais mixte (2 garçons, 2 filles) et de relais mixte simple (1 garçon, 1 fille) se disputent chacune dans la limite de 30 équipes participantes.
- Tout pays ayant la possibilité d'aligner une équipe mixte peut concourir.
- S'il manque une équipe, les CNO auront la possibilité de réaffecter un de leur quota pour compléter l’équipe pour équilibrer le sexe des participants.
- S'il manque un relais, les CNO auront la possibilité de réaffecté un de leur quota pour compléter le duo.

## Résultats
| Épreuve                           | Or                                                                                 | Or                                                                       | Argent                                                            | Argent                                                                   | Bronze                                                                          | Bronze                                                                   |
| --------------------------------- | ---------------------------------------------------------------------------------- | ------------------------------------------------------------------------ | ----------------------------------------------------------------- | ------------------------------------------------------------------------ | ------------------------------------------------------------------------------- | ------------------------------------------------------------------------ |
| Femmes                            |                                                                                    |                                                                          |                                                                   |                                                                          |                                                                                 |                                                                          |
| Sprint (6 km)                     | Carlotta Gautero                                                                   | 19 min 40 s 2 (1+0)                                                      | Ela Sever                                                         | 20 min 15 s 3 (2+1)                                                      | Polina Putsko                                                                   | 20 min 54 s 1 (0+1)                                                      |
| Individuel (10 km)                | Ilona Plecháčová                                                                   | 37 min 3 s 4 (0+1+0+0)                                                   | Marie Keudel                                                      | 38 min 13 s 1 (0+0+1+1)                                                  | Nayeli Mariotti Cavagnet                                                        | 38 min 23 s 0 (0+1+1+1)                                                  |
| Hommes                            |                                                                                    |                                                                          |                                                                   |                                                                          |                                                                                 |                                                                          |
| Sprint (7,5 km)                   | Antonin Guy                                                                        | 20 min 57 s 7 (0+1)                                                      | Tov Røysland                                                      | 21 min 29 s 5 (0+1)                                                      | Flavio Guy                                                                      | 21 min 55 s 2 (3+1)                                                      |
| Individuel (12,5 km)              | Antonin Guy                                                                        | 41 min 45 s 2 (1+1+0+1)                                                  | Storm Veitsle                                                     | 42 min 25 s 5 (2+0+1+0)                                                  | Markus Sklenárik                                                                | 43 min 1 s 5 (1+0+0+0)                                                   |
| Mixtes                            |                                                                                    |                                                                          |                                                                   |                                                                          |                                                                                 |                                                                          |
| Relais simple (6 km F + 7,5 km H) | France- Alice Dusserre - Antonin Guy                                               | 44 min 8 s 2- (0+0) (0+2) - (0+2) (0+0) - (0+0) (0+0) - (0+0) (0+1)      | Allemagne- Marie Keudel - Korbinian Kübler                        | 44 min 58 s 2- (0+0) (0+2) - (0+0) (0+1) - (0+0) (0+1) - (0+0) (0+2)     | Norvège- Eiril Nordbø - Storm Veitsle                                           | 44 min 58 s 5- (0+2) (0+1) - (0+0) (1+3) - (0+1) (0+1) - (0+0) (0+1)     |
| Relais (2 x 6 km F + 2 x 6 km H)  | Italie- Nayeli Mariotti Cavagnet - Carlotta Gautero - Hannes Bacher - Michel Deval | 1 h 15 min 12 s 4- (0+0) (0+1) - (0+0) (0+2) - (1+3) (2+3) - (0+1) (0+1) | France- Alice Dusserre - Louise Roguet - Flavio Guy - Antonin Guy | 1 h 16 min 25 s 4- (0+1) (0+1) - (0+2) (1+3) - (0+2) (1+3) - (0+0) (0+1) | Tchéquie- Heda Mikolášová - Ilona Plecháčová - Jakub Neuhauser - Lukáš Kulhánek | 1 h 18 min 23 s 4- (0+2) (0+1) - (0+0) (0+1) - (1+3) (1+3) - (1+3) (2+3) |

## Tableau des médailles
| Rang  | Nation    | Or | Argent | Bronze | Total |
| ----- | --------- | -- | ------ | ------ | ----- |
| 1     | France    | 3  | 1      | 1      | 5     |
| 2     | Italie    | 2  | 0      | 1      | 3     |
| 3     | Tchéquie  | 1  | 0      | 1      | 2     |
| 4     | Norvège   | 0  | 2      | 1      | 3     |
| 5     | Allemagne | 0  | 2      | 0      | 2     |
| 6     | Slovénie  | 0  | 1      | 0      | 1     |
| 7     | Slovaquie | 0  | 0      | 1      | 1     |
| 7     | Ukraine   | 0  | 0      | 1      | 1     |
| Total | Total     | 6  | 6      | 6      | 18    |